# Arrènes
Arrènes là một xã thuộc tỉnh Creuse trong vùng Nouvelle-Aquitaine miền trung nước Pháp. Xã này nằm ở khu vực có độ cao từ 329-640 mét trên mực nước biển.

## Địa lý
Là một khu vực nông trang gồm các làng nằm bên hai bờ sông Moulard, cự ly khoảng 20 dặm (32 km) về phía tây nam của Guéret, tại giao lộ các tuyến đường D48 và tuyến đường D50 vớiD57, Via St.Jacques de Compostella.

## Dân số
| 1962                                                        | 1968 | 1975 | 1982 | 1990 | 1999 | 2006 |
| ----------------------------------------------------------- | ---- | ---- | ---- | ---- | ---- | ---- |
| 406                                                         | 450  | 360  | 286  | 269  | 244  | 222  |
| Số liệu điều tra dân số từ năm 1962 Dân số chỉ tính một lần |      |      |      |      |      |      |

## Địa điểm nổi bật

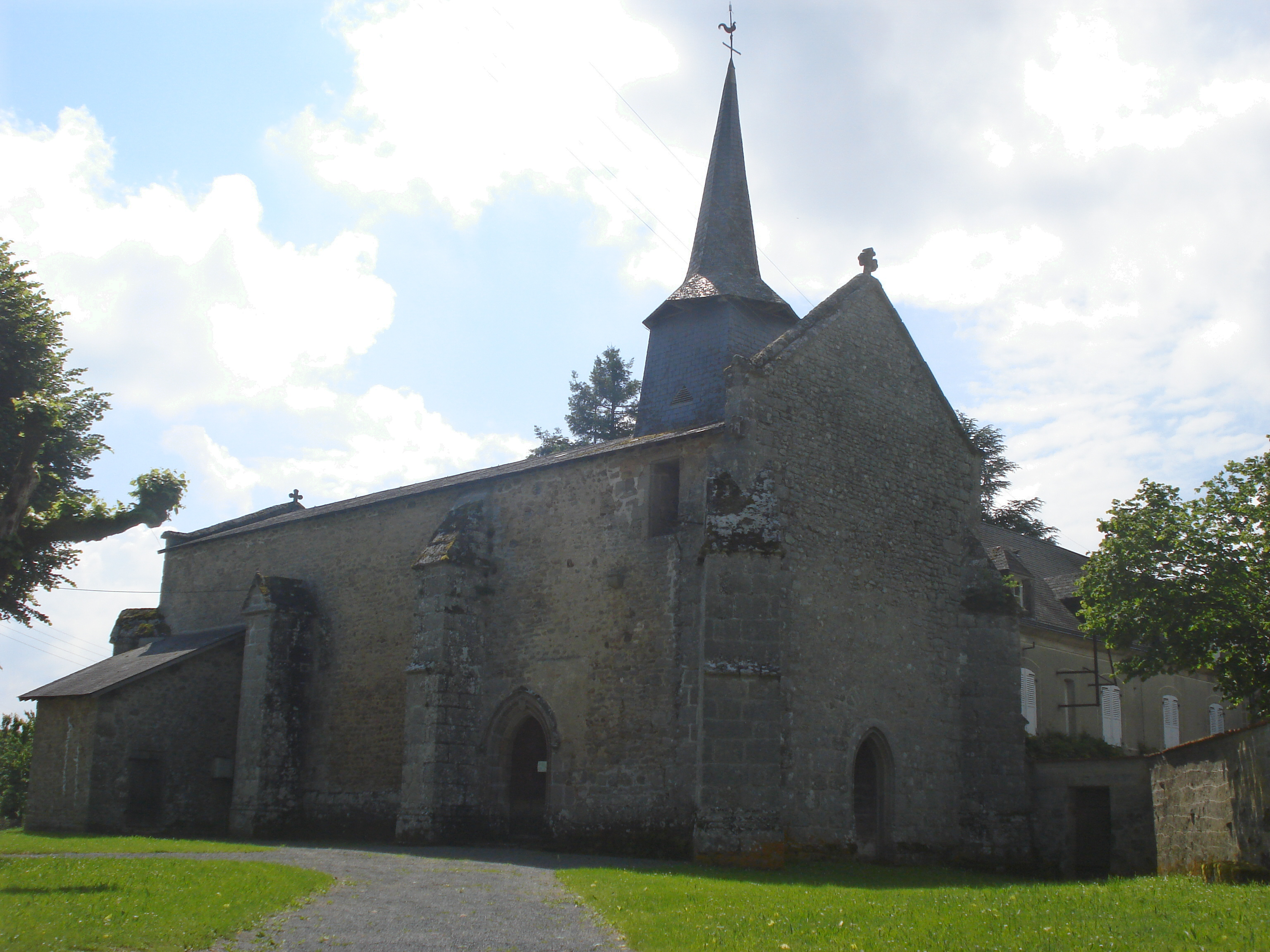
Nhà thờ tại Arrenes

- Nhà thờ St.Pierre, thế kỷ 15.
- Lâu đài thế kỷ 15 Sazeirat.